# Florestas montanhosas das colinas de Chin-Arakan Yoma
As florestas montanhosas das colinas de Chin-Arakan Yoma são uma ecorregião de floresta tropical e subtropical úmida de folhas largas no oeste de Myanmar (Birmânia). Cercada em altitudes mais baixas por florestas tropicais úmidas, essa ecorregião abriga uma gama diversificada de espécies subtropicais e temperadas, incluindo muitas espécies características do Himalaia, bem como muitas espécies endêmicas.

## Definição
A ecorregião cobre uma área de aproximadamente 29.700 quilômetros quadrados, abrangendo as florestas montanhosas dos montes Arakan [en]. Os montes Chin [en], que cobrem a maior parte do estado de Chin, na Birmânia, e se estendem para o sul ao longo do cume das montanhas de Arakan, formam a fronteira entre o estado de Rakhine, a oeste, e a região de Magway, a região de Bago e a região de Ayeyarwady, a leste.
A ecorregião é delimitada pelas florestas tropicais de Mizoram-Manipur-Kachin a oeste, norte e nordeste, e pelas florestas decíduas úmidas de Irrawaddy a leste. Dois enclaves de florestas de pinheiros do nordeste da Índia e Myanmar ficam imediatamente ao norte.
O Nat Ma Taung (Monte Vitória) no sul do estado de Chin, que se eleva a 3.109 metros acima do nível do mar, também faz parte da ecorregião.

## Flora
As comunidades de plantas na ecorregião variam conforme a elevação. As florestas montanhosas mais baixas ocorrem abaixo de 1.000 metros de altitude. As árvores dominantes do dossel incluem Bauhinia variegata, Lagerstroemia speciosa, Derris robusta [en] e espécies de Ficus, Hibiscus e Strobilanthes. As lianas cobrem as florestas maduras, especialmente Congea tomentosa [en] e Mucuna pruriens.
A floresta mista de folhas largas sempre verdes é predominante entre 1.000 e 2.100 metros de altitude. Espécies de carvalho (Quercus), Castanopsis, Eugenia, Saurauia, Eriobotrya e Schima são as árvores dominantes do dossel.
As florestas nebulosas montanas ocorrem acima de 2.000 metros de altitude. Na zona de transição para as florestas perenes de folhas largas mistas de baixa altitude, as espécies de árvores predominantes são típicas do Himalaia, incluindo Alnus nepalensis [en], Betula alnoides [en] e espécies de Carpinus, Prunus, Pyrus e Torreya. Em altitudes mais elevadas, as espécies de Castanea, Cornus, Eriobotrya, Laurus e Taxus tornam-se mais comuns. As epífitas crescem abundantemente nas árvores das florestas montanhosas, e as epífitas comuns incluem espécies de Aeschynanthus e Agapetes, Rhododendron cuffeanum, aroides e as orquídeas Dendrobium e Pleione. A árvore Lithocarpus xylocarpus é comum entre 2.400 e 2.750 metros de altitude. Rhododendron arboreum e Quercus semecarpifolia [en] são dominantes acima de 2.750 metros de altitude.
Acima de 3.000 metros de altitude, em Nat Ma Taung, ocorrem florestas arbustivas de Hypericum patulum [en] e Rhododendron burmanicum, com plantas herbáceas, incluindo espécies de Aconitum, Lactuca, Pedicularis e Veronica. Alguns cumes são cobertos por uma savana arbustiva temperada, com espécies arbustivas de Rhododendron, Buddleja, Daphne, Leycesteria e Lonicera intercaladas entre gramíneas altas e ervas, incluindo espécies de Aconitum, Delphinium, Geranium e Thalictrum.

## Fauna
A ecorregião é o lar de vários mamíferos ameaçados e em perigo de extinção, incluindo o hoolock (Hylobates hoolock), o tigre (Panthera tigris), o leopardo (Panthera pardus), o leopardo-nebuloso (Pardofelis nebulosa), o urso-do-sol (Ursus malayanus), o cervo-de-Eld ou thamin (Cervus eldii) e o gaur (Bos gaurus). Não há mamíferos endêmicos.
Três espécies de pássaros são endêmicas da ecorregião: o Trochalopteron virgatus, o Trochalopteron austeni e o Sitta victoriae [en].

## Conservação
Uma avaliação de 2017 constatou que 1.763 quilômetros quadrados, ou 6%, da ecorregião estão em áreas protegidas. As áreas protegidas incluem o Parque Nacional Bwe Par Taung e o Parque Nacional Natmataung. Outros 84% da ecorregião são florestas, mas fora das áreas protegidas.